# Gunnar Böös

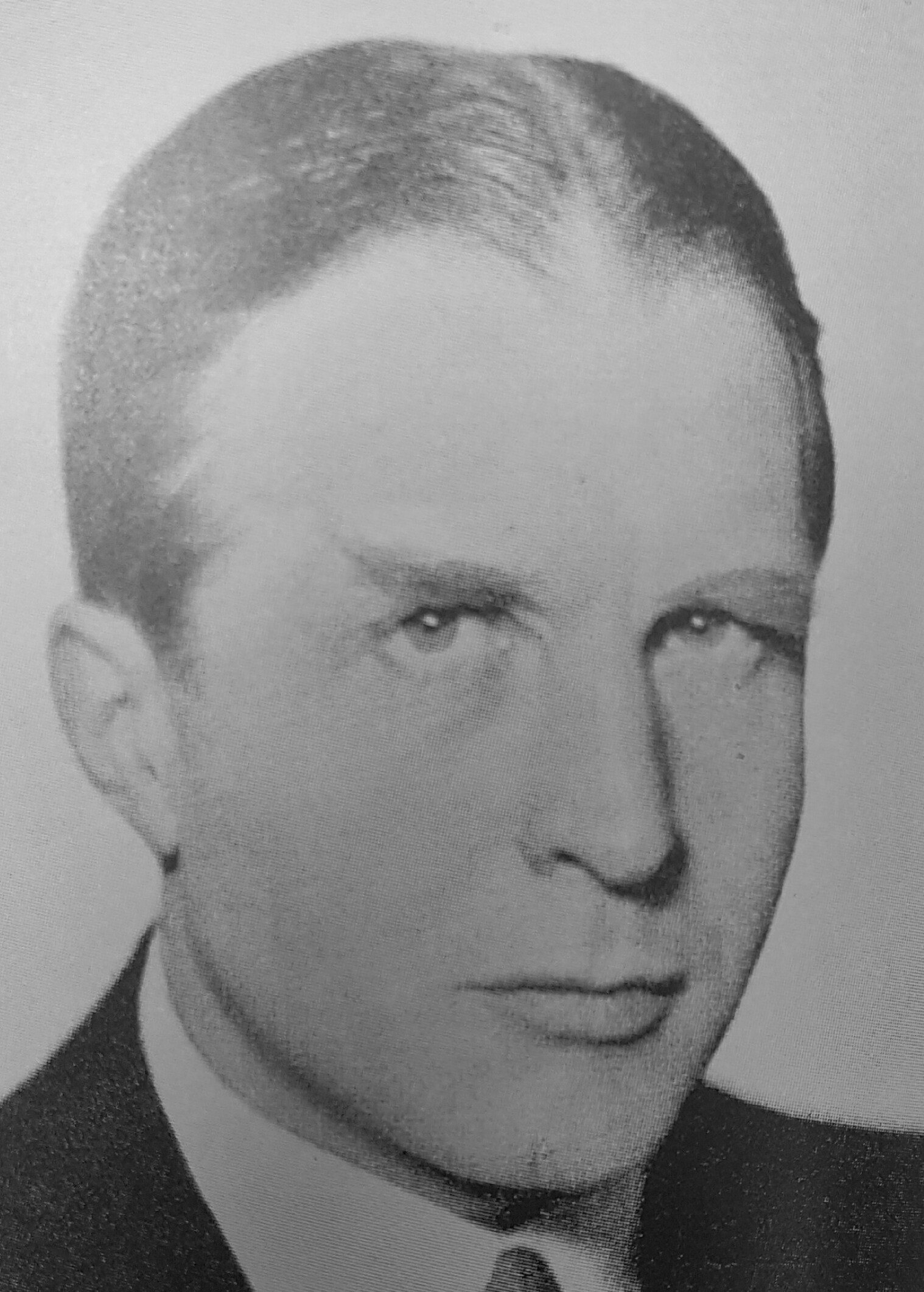
Gunnar Böös

Gunnar Mac Erik Böös, född 30 maj 1894 i Lund, död 4 februari 1987 i Oscars församling i Stockholm, var en svensk ämbetsman.
Gunnar Böös var son till förste stadskomministern och hovpredikanten Erik Böös. Han avlade studentexamen 1912, blev 1917 filosofie kandidat och 1920 juris kandidat vid Lunds universitet. Böös var 1920–1923 amanuens i Socialdepartementet, blev 1921 amanuens i Kommerskollegium där han 1934 blev notarie och 1936 sekreterare. Samtidigt tjänstgjorde han 1923. År 1934 som extraordinarie notarie i Stockholms rådhusrätt och 1932–1939 som sekreterare och föredragande i traktatsberedningen. Därutöver var Böös sakkunnig och sekreterare i flera kommittéer och utredningar rörande sjörättsliga förhållanden och deltog som ombud och expert vid internationella arbetskonferensen i Genève. År 1939 blev han handelsråd vid svenska beskickningen i Paris och samma år särskilt föredragande i Folkhushållningsdepartementet, där han 1942 utnämndes till expeditionschef. Böös utgav bland annat Handbok rörande lagar och författningar om sjöfartssäkerheten (1928), Handbok angående sjöarbetstidslagen (1938) och Ett skede av svensk handelspolitik. Han är gravsatt i minneslunden på Norra begravningsplatsen utanför Stockholm.